# Средно училище „Свети Паисий Хилендарски“ (Върбица)
Средно училище „Свети Паисий Хилендарски“ е гимназия в град Върбица, община Върбица, област Шумен. Патрон на училището е Паисий Хилендарски. То е наследник на първото училище във Върбица, открито през 1860 г. От август 2024 г. директор на училището е Магбуле Дерменджиева.

## Директори
Директори на училището през годините:
- Минка Атанасова (до 2023 г.)[3]
- Милена Мерсинкова (2023 – 2024)[3]
- Магбуле Дерменджиева (от 2024 г.)

## Ученици
Брой на учениците през учебните години:
- 550 – учебна 2020/2021 г.[1]